# Disa
Pour les articles homonymes, voir Disa (homonymie).
Genre
Classification phylogénétique
Disa est un genre de la famille des Orchidaceae comptant 130 espèces d'orchidées terrestres d'Afrique, dont de nombreuses  endémiques à l'Afrique du Sud, poussant dans les fynbos, les gorges humides, prairies, etc.

## Description
Elles produisent de belles fleurs généralement rouge, orange ou rose. Certaines espèces sont bleues ou blanches.
Les trois sépales sont ovales et de grande taille comparé aux petits pétales. Ils sont portés soit de manière lâche, soit dense.

## État, pressions, menaces, conservation

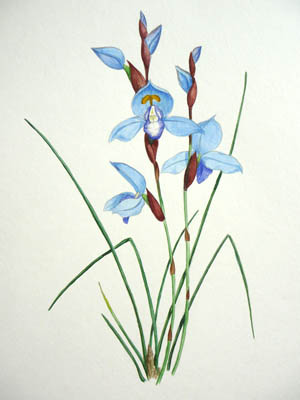
Disa graminifolia

Comme toutes les orchidées, elles sont en régression ou menacées par la destruction de leurs habitats ou le recul de leurs pollinisateurs.
Les tentatives de germination de graine in vitro échouent pour environ 80 % des espèces de Disa, alimentant les craintes pour la conservation de l'espèce.
Les espèces qui fructifient durant les précipitations hivernales germent un peu plus facilement, alors que celles qui fructifient durant les pluies d'été refusaient de germer in vitro. On a cherché à mieux comprendre les conditions et besoins en germination in vitro pour les Disa refusant précédemment de germer, en modifiant la composition des substrats, leur viscosité, la température d'incubation et l'illumination. Quatre germinations (après plus de 12 semaines, contre 8 pour les espèces produisant leurs graines en été) ont été obtenues pour la première fois, pour Disa cooperi, Disa nervosa, Disa pulchra et Disa woodii) dans des substrats plus humides.
Le taux de germination était inférieur à 30 %. Il semble que la germination des Disa puisse dépendre de la disponibilité en eau mais aussi de la présence de phyto-inhibiteurs dans l'environnement de l'embryon, deux caractéristiques typiques des semences présentant une dormance avec imperméabilité à l'eau.

## Synonymes
Herschelia, Lindl. 1838.

## Liste d'espèces
- Disa aconitoides (Éthiopie jusqu'au Sud de l'Afrique)
  - Disa aconitoides subsp. aconitoides (Éthiopie jusqu'au S. de l'Afrique). Tubercule géophyte
  - Disa aconitoides subsp. concinna (Congo jusqu'au S. de l'Afrique Tropicale). Tubercule géophyte
  - Disa aconitoides subsp. goetzeana (Éthiopie jusqu'à la Tanzanie). Tubercule géophyte
- Disa aequiloba (S.O. de la Tanzanie jusqu'à l'Angola).
- Disa alinae (Congo).
- Disa alticola (Mpumalanga / Est du Transvaal).
- Disa amoena (Mpumalanga / Est du Transvaal).
- Disa andringitrana (S.E. & S. de Madagascar).
- Disa aperta (S.O. & S. de la Tanzanie jusqu'à la Zambie).
- Disa arida (Afrique du Sud, S. de la Prov. du Cap).
- Disa aristata (S. de l'Afrique, Prov. du Nord).
- Disa atricapilla (Afrique du Sud, S.O. de la Prov. du Cap).
- Disa atrorubens (Afrique du Sud, S.O. de la Prov. du Cap).
- Disa aurata (Afrique du Sud, Prov. du Cap (Swellendam).
- Disa barbata (Afrique du Sud, S.O. de la Prov. du Cap)
- Disa basutorum (S. de l'Afrique (Drakensberg).
- Disa baurii (Tanzanie jusqu'au S. de l'Afrique).
- Disa begleyi (Afrique du Sud, S.O. de la Prov. du Cap).
- Disa bivalvata (Afrique du Sud, S.O. & S. de la Prov. du Cap)
- Disa bodkinii (Afrique du Sud, S.O. de la Prov. du Cap).
- Disa bolusiana (Afrique du Sud, S.O. de la Prov. du Cap).
- Disa borbonica (Réunion).
- Disa brachyceras (Afrique du Sud, S.O. de la Prov. du Cap).
- Disa bracteata (Afrique du Sud, S.O. de la Prov. du Cap)
- Disa brevicornis (S. Trop. & S. de l'Afrique).
- Disa brevipetala (Afrique du Sud, S.O. de la Prov. du Cap (zone de Kleinmond).
- Disa buchenaviana (C. & S.E. de Madagascar).
- Disa caffra (Sud du Congo jusqu'au S. de l'Afrique, Madagascar).
- Disa cardinalis (Afrique du Sud, S. de la Prov. du Cap (Riversdale).
- Disa caulescens (Afrique du Sud, S.O. de la Prov. du Cap.)
- Disa cedarbergensis (Afrique du Sud, Prov. du Cap (Cedarberg).
- Disa celata (S. de la Tanzanie jusqu'à l'Angola).
- Disa cephalotes (S. de l'Afrique).
  - Disa cephalotes subsp. cephalotes (S. de l'Afrique). Tubercule géophyte
  - Disa cephalotes subsp. frigida (Lesotho jusqu'au KwaZulu-Natal). Tubercule géophyte
- Disa cernua (Afrique du Sud, S.O. & S. de la Prov. du Cap).
- Disa chimanimaniensis (S. de l'Afrique Trop. (Mts. Chimanimani).
- Disa chrysostachya (S. de l'Afrique).
- Disa clavicornis (Mpumalanga / Est du Transvaal).
- Disa cochlearis (Afrique du Sud, Prov. du Cap (Elandsberg).
- Disa comosa (Afrique du Sud, S.O. & S. de la Prov. du Cap)
- Disa conferta (Afrique du Sud, S.O. de la Prov. du Cap)
- Disa cooperi (S. de l'Afrique).
- Disa cornuta (Zimbabwe jusqu'au S. de l'Afrique).
- Disa crassicornis (S. de l'Afrique).
- Disa cryptantha (Éthiopie, S. Tanzanie jusqu'à la Zambie).
- Disa cylindrica (Afrique du Sud, S.O. & S. de la Prov. du Cap)
- Disa danielae (S. du Congo).
- Disa densiflora (Afrique du Sud, S.O. & S. de la Prov. du Cap)
- Disa dichroa (S. du Congo jusqu'à la Zambie).
- Disa dracomontana (S. de l'Afrique (C. Drakensberg).
- Disa draconis (Afrique du Sud, S.O. de la Prov. du Cap)
- Disa ecalcarata (Afrique du Sud, S.O. de la Prov. du Cap (Constantiaberg).
- Disa elegans (Afrique du Sud, S.O. de la Prov. du Cap).
- Disa eminii (Rwanda jusqu'à la Zambie).
- Disa engleriana (Tanzanie jusqu'à la Zambie).
- Disa equestris (Afrique Tropicale).
- Disa erubescens (Afrique Tropicale).
  - Disa erubescens subsp. carsonii (Tanzanie jusqu'à la Zambie).
  - Disa erubescens subsp. erubescens (Afrique Tropicale). Tubercule géophyte
- Disa esterhuyseniae (Afrique du Sud, O.S.O. de la Prov. du Cap).
- Disa extinctoria (Afrique du Sud, Prov. du Nord, Swaziland).
- Disa fasciata (Afrique du Sud, S.O. & S. de la Prov. du Cap).
- Disa ferruginea (Afrique du Sud, S.O. de la Prov. du Cap)
- Disa filicornis (Afrique du Sud, S.O. & S. de la Prov. du Cap)
- Disa forcipata (Afrique du Sud, Prov. du Cap (?).
- Disa forficaria (Afrique du Sud, S.O. de la Prov. du Cap)
- Disa fragrans (Éthiopie jusqu'au S. de l'Afrique)
  - Disa fragrans subsp. deckenii (NE. & E. de l'Afrique Tropicale jusqu'au Congo). Tubercule géophyte
  - Disa fragrans subsp. fragrans (Tanzanie jusqu'au S. de l'Afrique). Tubercule géophyte
- Disa galpinii (Afrique du Sud, E. de la Prov. du Cap jusqu'au KwaZulu-Natal).
- Disa gladioliflora (Afrique du Sud, S. de la Prov. du Cap).
  - Disa gladioliflora subsp. capricornis (Afrique du Sud, S. de la Prov. du Cap). Tubercule géophyte
  - Disa gladioliflora subsp. gladioliflora (Afrique du Sud, S. de la Prov. du Cap). Tubercule géophyte
- Disa glandulosa (Afrique du Sud, S.O. de la Prov. du Cap).
- Disa graminifolia (Afrique du Sud, S.O. de la Prov. du Cap).
- Disa hallackii (Afrique du Sud, S.O. de la Prov. du Cap).
- Disa harveyana (Afrique du Sud, S.O. de la Prov. du Cap).
  - Disa harveyana subsp. harveyana (Afrique du Sud, S.O. de la Prov. du Cap). Tubercule géophyte
  - Disa harveyana subsp. longicalcarata (Afrique du Sud, S.O. de la Prov. du Cap). Tubercule géophyte
- Disa helenae (Zambie).
- Disa hians (Afrique du Sud, S. de la Prov. du Cap).
- Disa hircicornis (Trop. & S. de l'Afrique).
- Disa incarnata (C. & SE. de Madagascar).
- Disa intermedia (Afrique du Sud, Swaziland) .
- Disa introrsa (Afrique du Sud, S.O. de la Prov. du Cap (Skurweberge).
- Disa karooica (Afrique du Sud, N.O. & C. de la Prov. du Cap.
- Disa katangensis (S. du Congo jusqu'à l'Angola) .
- Disa linderiana (Afrique du Sud, O. de la Prov. du Cap).
- Disa lineata (Afrique du Sud, S.O. de la Prov. du Cap).
- Disa lisowskii (Congo).
- Disa longicornu (Afrique du Sud, S.O. de la Prov. du Cap)
- Disa longifolia (Afrique du Sud, S.O. de la Prov. du Cap).
- Disa longilabris (S.O. de la Tanzanie jusqu'au N. du Malawi).
- Disa lugens (Afrique du Sud, S.O. & S. de la Prov. du Cap)
  - Disa lugens var. lugens (Afrique du Sud, S.O. & S. de la Prov. du Cap). Tubercule géophyte
  - Disa lugens var. nigrescens (Afrique du Sud, S. de la Prov. du Cap (Oyster Bay). Tubercule géophyte
- Disa macrostachya (Afrique du Sud, O. de la Prov. du Cap (Rooiberg)
- Disa maculata (Afrique du Sud, S.O. de la Prov. du Cap).
- Disa marlothii (Afrique du Sud, S.O. & S. de la Prov. du Cap).
- Disa micropetala (Afrique du Sud, S.O. & S. de la Prov. du Cap).
- Disa miniata (S.O. de la Tanzanie jusqu'au S. de l'Afrique Tropicale).
- Disa minor (Afrique du Sud, S.O. de la Prov. du Cap).
- Disa montana (Afrique du Sud, E. de la Prov. du Cap).
- Disa multifida (Afrique du Sud, S.O. de la Prov. du Cap).
- Disa neglecta (Afrique du Sud, S.O. de la Prov. du Cap (Worcester).
- Disa nervosa (S. de l'Afrique)
- Disa newdigatae (Afrique du Sud, S. de la Prov. du Cap (zone de Knysna).
- Disa nigerica (Nigeria jusqu'au Congo).
- Disa nivea (S. de l'Afrique (S. Drakensberg).
- Disa nubigena (Afrique du Sud, S.O. de la Prov. du Cap (Devils Peak).
- Disa nyikensis (Malawi jusqu'à la Zambie).
- Disa obtusa (Afrique du Sud, S.O. & S. de la Prov. du Cap).
  - Disa obtusa subsp. hottentotica (Afrique du Sud, S.O. de la Prov. du Cap). Tubercule géophyte
  - Disa obtusa subsp. obtusa (Afrique du Sud, S.O. de la Prov. du Cap). Tubercule géophyte
  - Disa obtusa subsp. picta (Afrique du Sud, S. de la Prov. du Cap). Tubercule géophyte
- Disa ocellata (Afrique du Sud, S.O. de la Prov. du Cap).
- Disa ochrostachya (Cameroun jusqu'à la Tanzanie et le S. de l'Afrique Tropicale).
- Disa oligantha (Afrique du Sud, S.O. de la Prov. du Cap).
- Disa ophrydea (Afrique du Sud, S.O. & S. de la Prov. du Cap).
- Disa oreophila (S. de l'Afrique).
  - Disa oreophila subsp. erecta (Afrique du Sud, S. de l'Afrique (Drakensberg). Tubercule géophyte
  - Disa oreophila subsp. oreophila (S. de l'Afrique). Tubercule géophyte
- Disa ornithantha (S.O. de la Tanzanie jusqu'au S. de l'Afrique Tropicale).
- Disa ovalifolia (Afrique du Sud, O.S.O. de la Prov. du Cap.).
- Disa patula (Zimbabwe jusqu'au S. de l'Afrique).
  - Disa patula var. patula (Afrique du Sud, E. de la Prov. du Cap jusqu'à Mpumalanga / Est du Transvaal). Tubercule géophyte
  - Disa patula var. transvaalensis (Zimbabwe jusqu'au S. de l'Afrique). Tubercule géophyte
- Disa perplexa (Nigeria, E. & S. de l'Afrique Tropicale) .
- Disa physodes (Afrique du Sud, S.O. de la Prov. du Cap).
- Disa pillansii (Afrique du Sud, S.O. de la Prov. du Cap)
- Disa polygonoides (Mozambique jusqu'au S. de l'Afrique)
- Disa porrecta (S. de l'Afrique).
- Disa praecox (S. de l'Afrique Tropicale (Plateau de Nyika).
- Disa pulchella (Éthiopie, Yemen).
- Disa pulchra (S. de l'Afrique).
- Disa purpurascens (Afrique du Sud, S.O. de la Prov. du Cap)

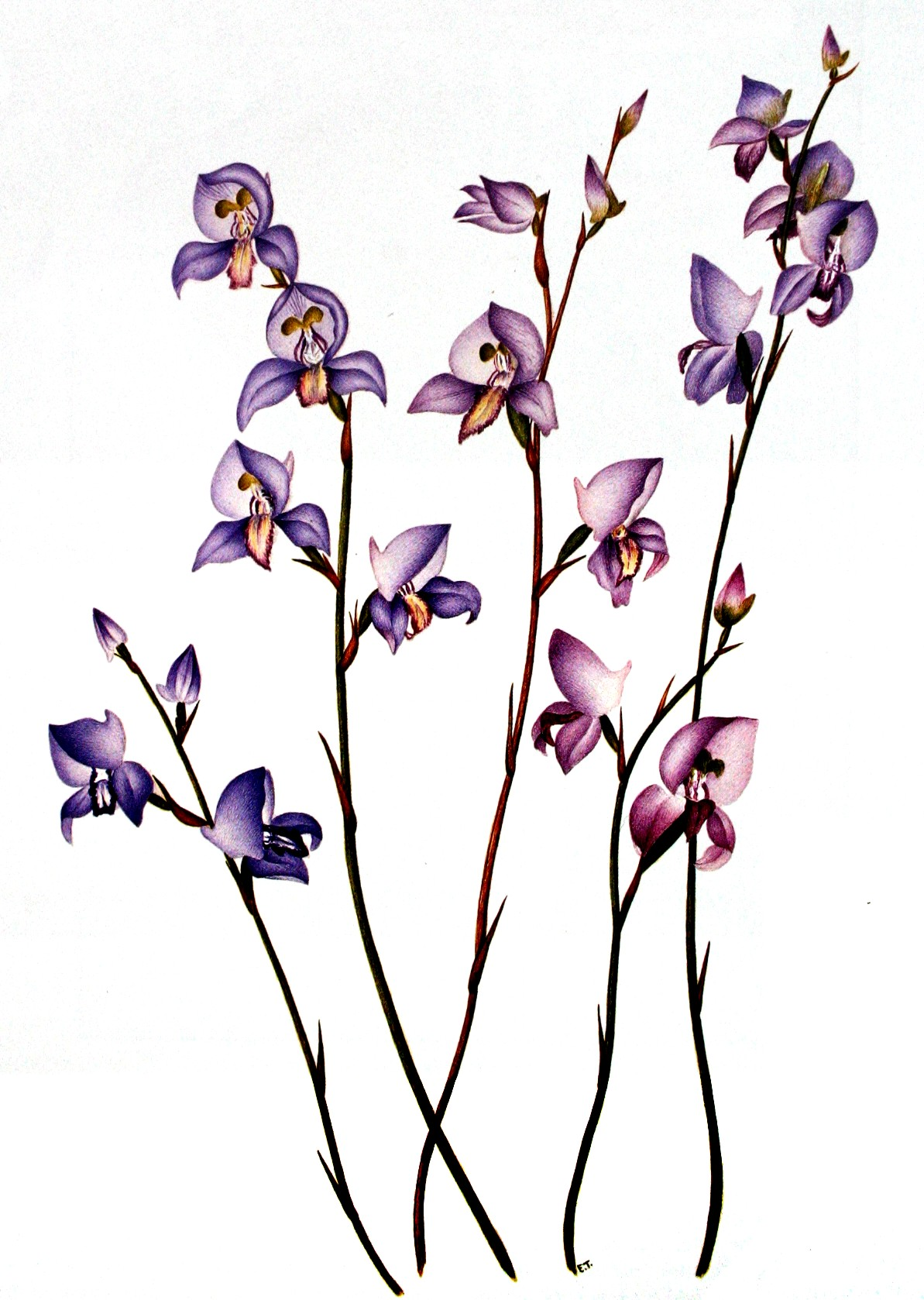
Disa purpurascens Bolus

- Disa pygmaea (Afrique du Sud, S.O. de la Prov. du Cap).
- Disa racemosa (Afrique du Sud, S.O. & S. de la Prov. du Cap).
- Disa renziana (Congo).
- Disa reticulata (Afrique du Sud, S.O.  & S.de la Prov. du Cap).
- Disa rhodantha (Zimbabwe jusqu'au S. de l'Afrique).
- Disa richardiana (Afrique du Sud, S.O. de la Prov. du Cap)
- Disa robusta (EC. de l'Afrique Tropicale).
- Disa roeperocharoides (S. du Congo jusqu'à la Zambie).
- Disa rosea (Afrique du Sud, S.O. de la Prov. du Cap).
- Disa rufescens (Afrique du Sud, S.O. de la Prov. du Cap)
- Disa rungweensis (S.O. de la Tanzanie jusqu'au Malawi).
- Disa sabulosa (Afrique du Sud, S.O. de la Prov. du Cap)
- Disa sagittalis (Afrique du Sud, S. & S.E. Prov. du Cap jusqu'au S. du KwaZulu-Natal).

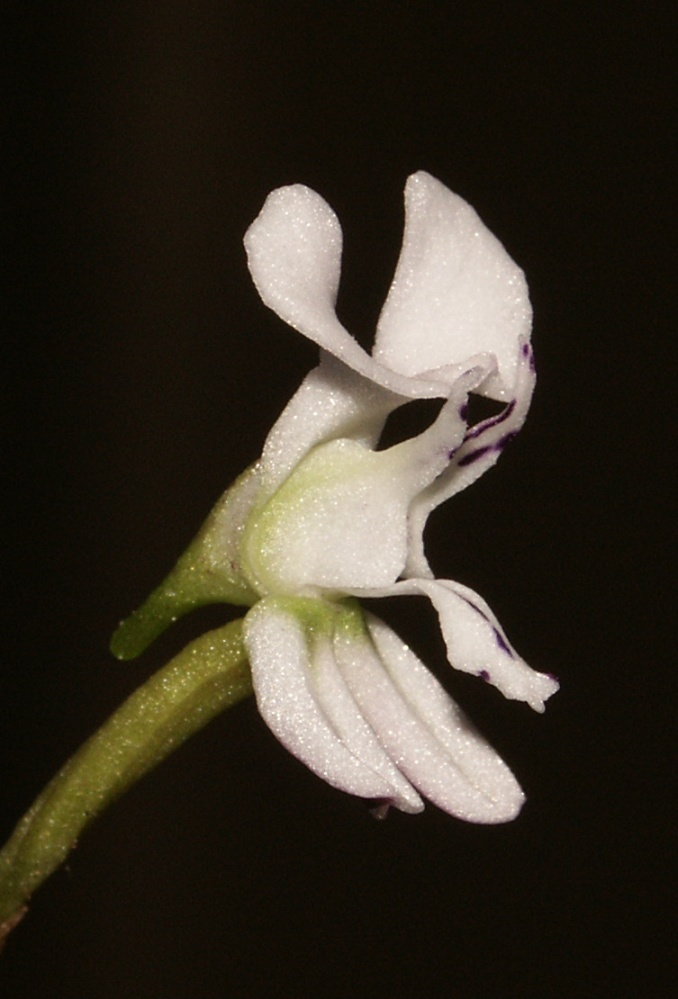
Disa sagittalis
(L. f.) Sw.

- Disa salteri (Afrique du Sud, S.O. de la Prov. du Cap).
- Disa sanguinea (Afrique du Sud, E. de la Prov. du Cap jusqu'au S. du KwaZulu-Natal)
- Disa sankeyi (S. de l'Afrique).
- Disa satyriopsis (Tanzanie jusqu'à la Zambie)
- Disa saxicola (Tanzanie jusqu'au S. de l'Afrique).
- Disa schizodioides (Afrique du Sud, S. de la Prov. du Cap).
- Disa schlechteriana (Afrique du Sud, S.O. de la Prov. du Cap (Langeberg).
- Disa scullyi (Afrique du Sud, E. de la Prov. du Cap jusqu'au S. du KwaZulu-Natal).
- Disa scutellifera (NE. & E. de l'Afrique Tropicale).
- Disa similis (S. Trop. & S. de l'Afrique).
- Disa spathulata (Afrique du Sud, Prov. du Cap).
  - Disa spathulata subsp. spathulata (Afrique du Sud, Prov. du Cap) Tubercule géophyte
  - Disa spathulata subsp. tripartita (Afrique du Sud, S.O. de la Prov. du Cap) Tubercule géophyte
- Disa stachyoides (S. de l'Afrique).
- Disa stairsii (N.E. du Congo tjusqu'à l'E. de l'Afrique Tropicale).
- Disa stricta (S. de l'Afrique).
- Disa subtenuicornis (Afrique du Sud, Prov. du Cap (Riversdale).
- Disa telipogonis (Afrique du Sud, S.O. de la Prov. du Cap).
- Disa tenella (Afrique du Sud, Prov. du Cap).
  - Disa tenella subsp. pusilla (Afrique du Sud, O. de la Prov. du Cap) Tubercule géophyte
  - Disa tenella subsp. tenella (Afrique du Sud, S.O. de la Prov. du Cap) Tubercule géophyte
- Disa tenuicornis (SAfrique du Sud, S.O. de la Prov. du Cap).
- Disa tenuifolia (Afrique du Sud, S.O. de la Prov. du Cap)
- Disa tenuis (Afrique du Sud, S.O. de la Prov. du Cap)
- Disa thodei (S. de l'Afrique, Est du Cap jusqu'au Drakensberg).
- Disa triloba (Afrique du Sud, S.O. de la Prov. du Cap).
- Disa tripetaloides (Afrique du Sud, S.O. & S. de la Prov. du Cap jusqu'au S. du KwaZulu-Natal).
- Disa tysonii (Afrique du Sud, S. & E. de la Prov. du Cap jusqu'au Lesotho).
- Disa ukingensis (S. Tanzanie jusqu'à l'E. de la Zambie).
- Disa uncinata (Afrique du Sud, S.O. & S. de la Prov. du Cap)

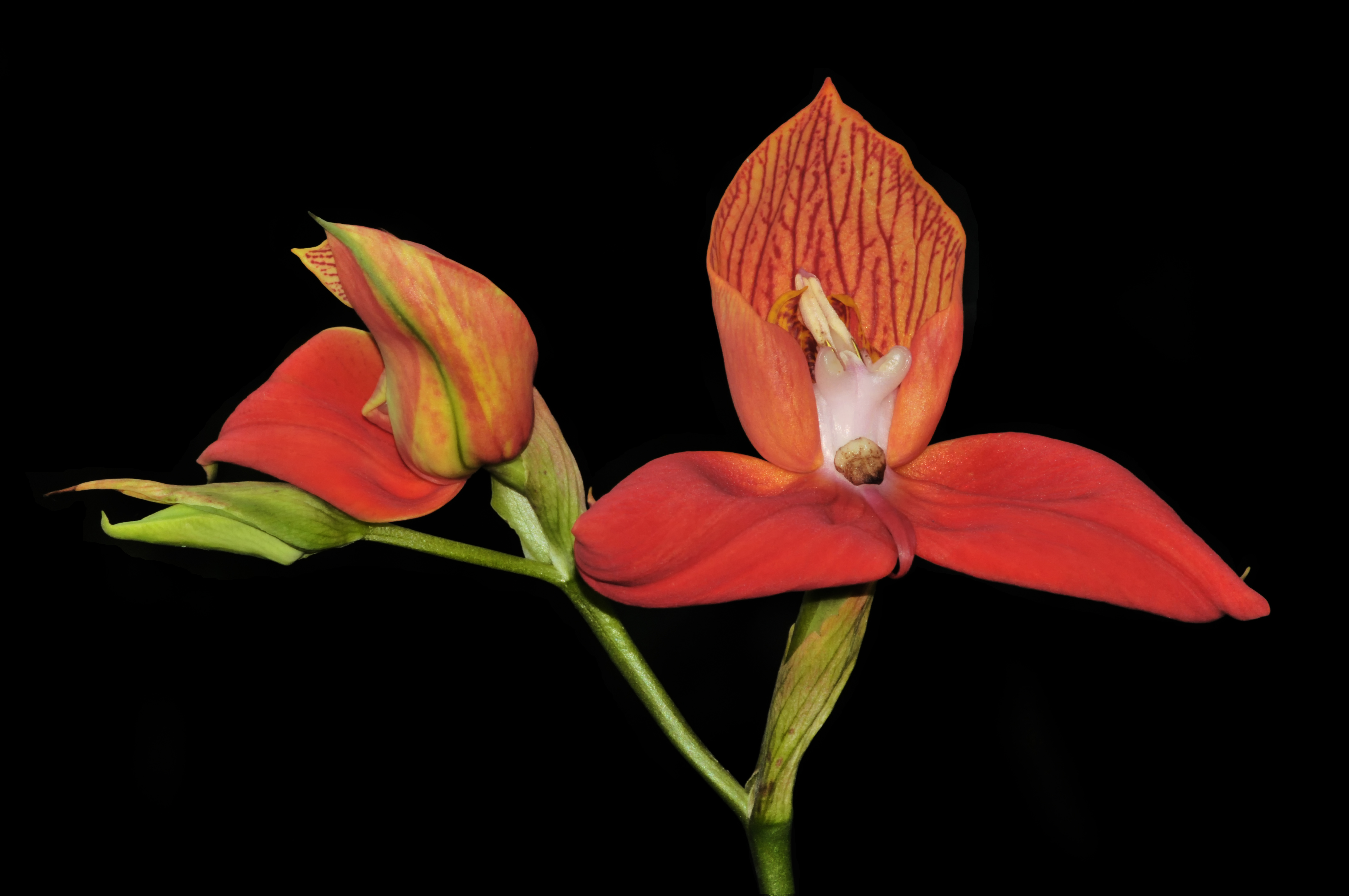
Disa uniflora.

- Disa uniflora (Afrique du Sud, S.O. de la Prov. du Cap)
- Disa vaginata (Afrique du Sud, S.O. de la Prov. du Cap)
- Disa vasselotii (Afrique du Sud, S. de la Prov. du Cap).
- Disa venosa (Afrique du Sud, S.O. de la Prov. du Cap)
- Disa venusta (Afrique du Sud, S.O. de la Prov. du Cap).
- Disa verdickii (S. du Congo jusqu'à l'Angola).
- Disa versicolor (S. de l'Afrique Trop. & S. de l'Afrique).
- Disa virginalis (Afrique du Sud, S.O. de la Prov. du Cap).
- Disa walleri (Burundi jusqu'au S. de l'Afrique Tropicale).
- Disa walteri (S.O. de la Tanzanie).
- Disa welwitschii (Afrique Trop. & S. de l'Afrique).
  - Disa welwitschii subsp. occultans (Afrique Tropicale).
  - Disa welwitschii subsp. welwitschii (Afrique Tropicale & S. de l'Afrique) Tubercule géophyte
- Disa woodii (Zimbabwe jusqu'au S. de l'Afrique).
- Disa zimbabweensis (S. de l'Afrique Tropicale jusqu'à Mpumalanga / Est du Transvaal).
- Disa zombica (Tanzanie jusqu'au S. de l'Afrique Tropicale).
- Disa zuluensis (Mpumalanga / Est du Transvaal, KwaZulu-Natal).